# Isosaari (ö i Finland, Norra Österbotten, Brahestad, lat 64,46, long 24,23)
Isosaari är en ö i Finland. Den ligger i Pyhäjoki älv och i kommunen Pyhäjoki i den ekonomiska regionen  Brahestads ekonomiska region  och landskapet Norra Österbotten, i den centrala delen av landet, 500 km norr om huvudstaden Helsingfors. Öns area är 9,3 hektar och dess största längd är 0,5 kilometer i öst-västlig riktning.